# Personificatie (beeldende kunst)

Horace Vernet - Engel des doods (sterfelijkheid)

Een personificatie in de beeldende kunst is het weergeven van een abstract begrip in een menselijke of antropomorfe gedaante. De personificatie is meestal een vrouw omdat de Latijnse namen voor de abstracte begrippen vaak vrouwelijk zijn. De personificatie is bijna altijd te herkennen aan een of meerdere attributen. Een uitgebeelde personificatie wordt ook een allegorische figuur genoemd.

## Geschiedenis
Personificatie kende men niet in de Griekse oudheid, maar wel de begrippen prosopopoiia en ethepoiia, wat zoveel betekent als een 'stem geven aan karakters'. Het begrip personificatie is afgeleid van het werkwoord personificare en is een middeleeuws concept.
In de christelijke middeleeuwen wordt het goddelijke van de personificatie achterwege gelaten, de vorm en vaak ook de betekenis wordt wel overgenomen door de middeleeuwse kunstenaar. Zo komt Coelus voor als personificatie van de hemel, maar niet meer als god. De personificaties "verloren" in de middeleeuwen vaak hun attributen en waren dan alleen nog te herkennen aan de eronder geschreven naam. Veel nieuwe personificaties ontstonden er niet in de middeleeuwen. Een echt christelijke personificatie is die van Ecclesia, de nieuwe of christelijke kerk.
In de renaissance ontstond onder leiding van de humanisten een hernieuwde interesse in de klassieke oudheid en daarmee in personificaties. Door de archeologische vondsten uit de oudheid konden de attributen van de personificaties in ere worden hersteld en werden ze weer individueel herkenbaar. Er werden zelfs boeken gedrukt waarin werd afgebeeld hoe een personificatie eruit zou moeten zien, zoals Le imagini colla sposizione degli dei degli antichi van Vincenzo Cartari uit 1556. Voor geleerden en kunstenaars werd het een waar intellectueel spel om nieuwe personificaties voor abstracte begrippen te verzinnen.
In de periode die volgde op de renaissance bleef de interesse voor personificaties ongeveer gelijk, maar vanaf de 18e eeuw nam, onder invloed van het realisme, de kritiek op de personificatie toe, en daarmee ook op de allegorie. Vanaf ongeveer 1850 wordt de personificatie bijna alleen nog gebruikt op openbare gebouwen.

## Voorbeelden
Bekende voorbeelden van personificaties zijn:
- de Melencolia (1514) van Albrecht Dürer. In de middeleeuwen betekende melancholie niet zwaarmoedigheid, maar werd er "de handel en studie door wetenschappers" mee aangegeven. De engel in de gravure zit in observerende overpeinzing, hij zit niet zwaarmoedig te staren.
- Vrouwe Justitia, de geblinddoekte personificatie van het recht, vaak op rechtsgebouwen aangegeven.
- de dood als een wandelend skelet met een zeis.
- de tijd  als Vadertje Tijd, een oude man met een zandloper en een zeis.
- nationale personificaties als Lady Britannia, Germania, Marianne, Moeder Svea, Moeder Rusland, Aura, Uncle Sam.

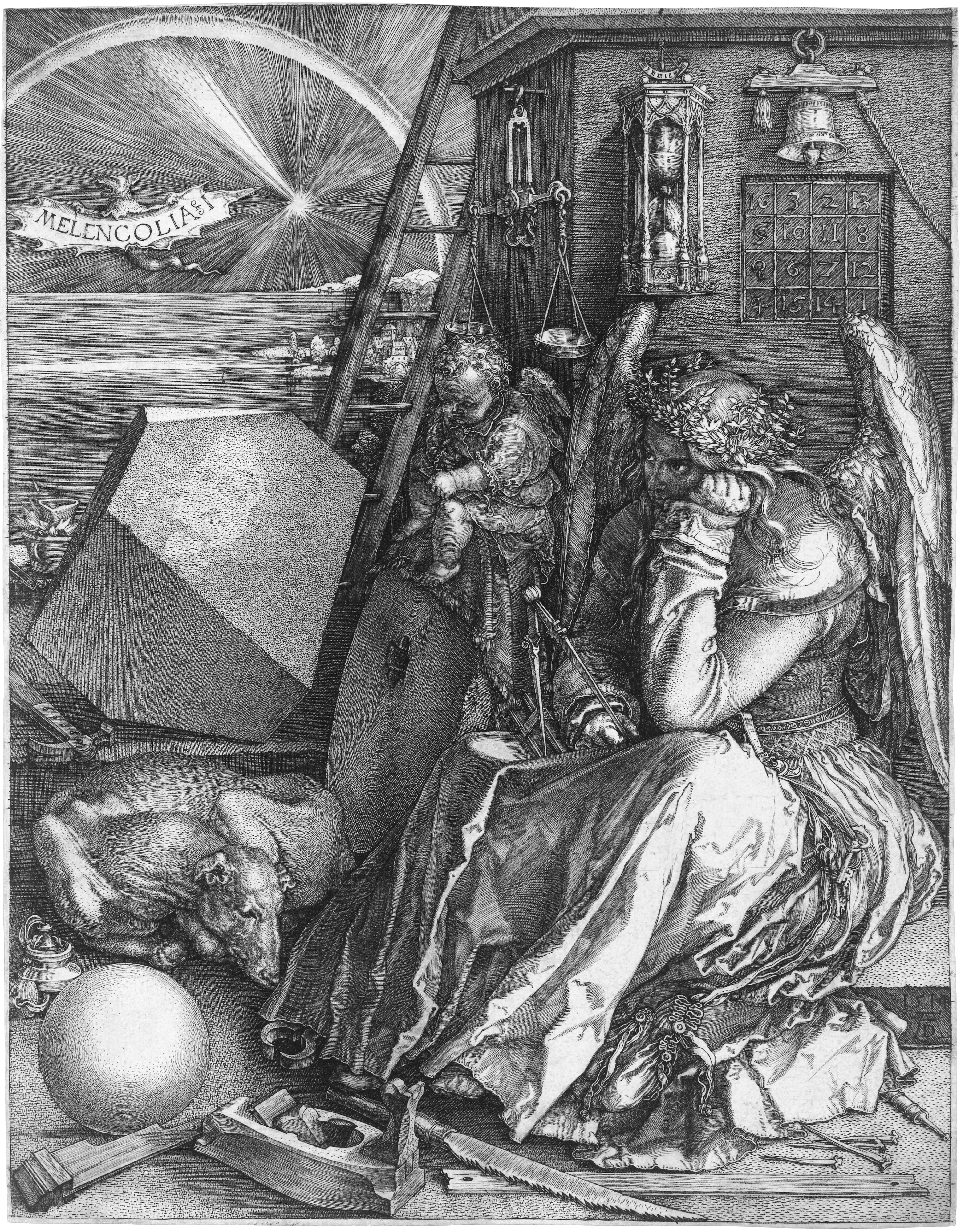
Melencolia (zwartgalligheid) I van Albrecht Dürer.
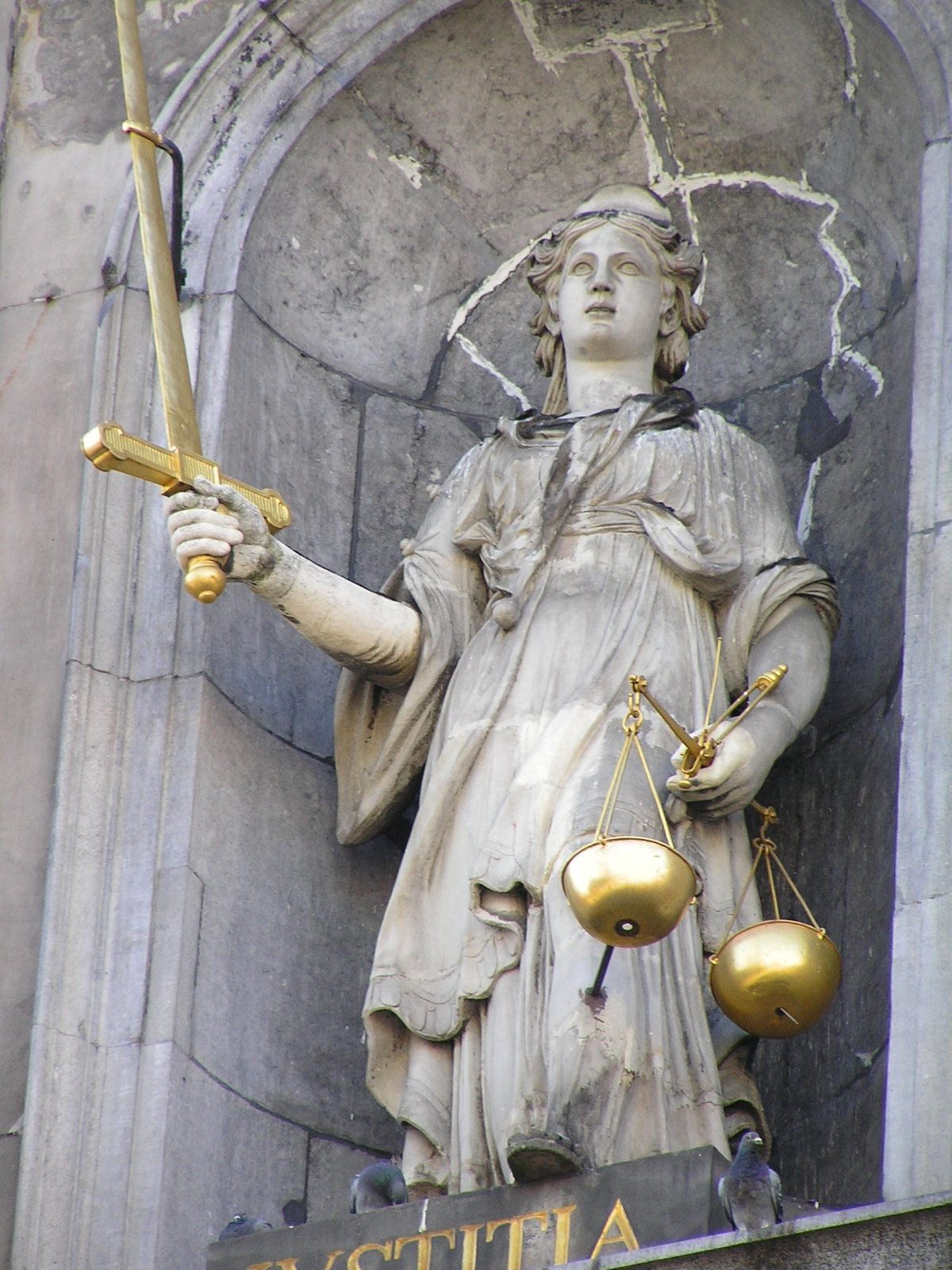
Ongeblinddoekte Vrouwe Justitia in Antwerpen.
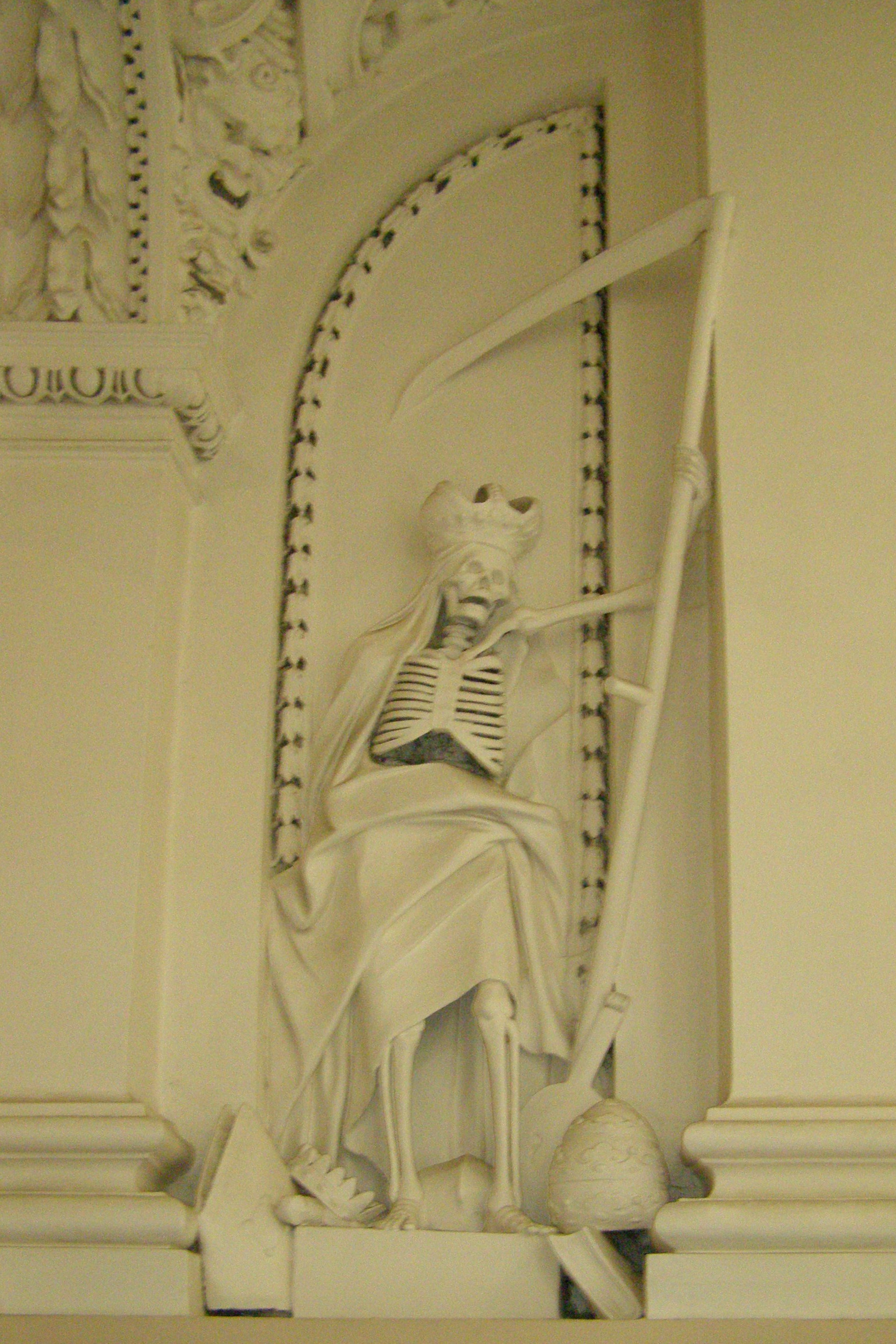
Skelet met een zeis in de St. Peter en St. Paul's kerk, Vilnius
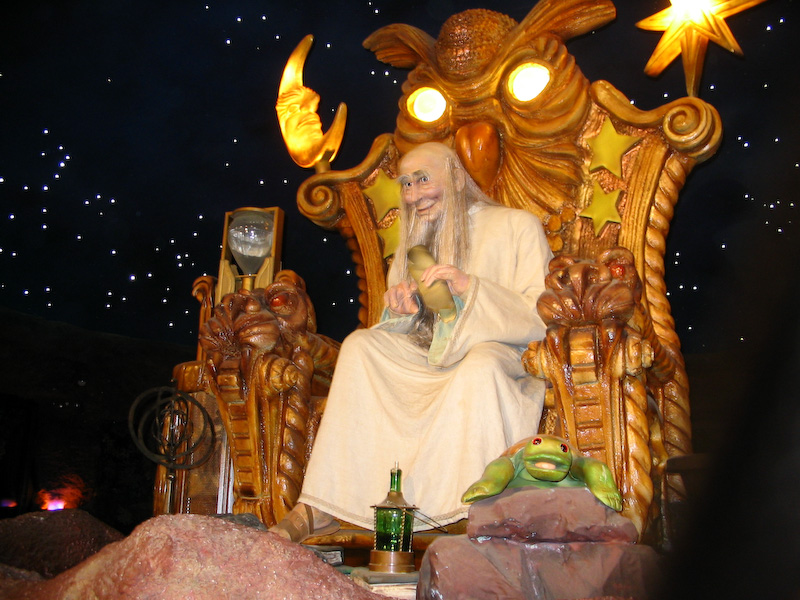
Vadertje Tijd in zijn "Tijdhuis", attractiepark Sprookjeswonderland, Enkhuizen, Nederland
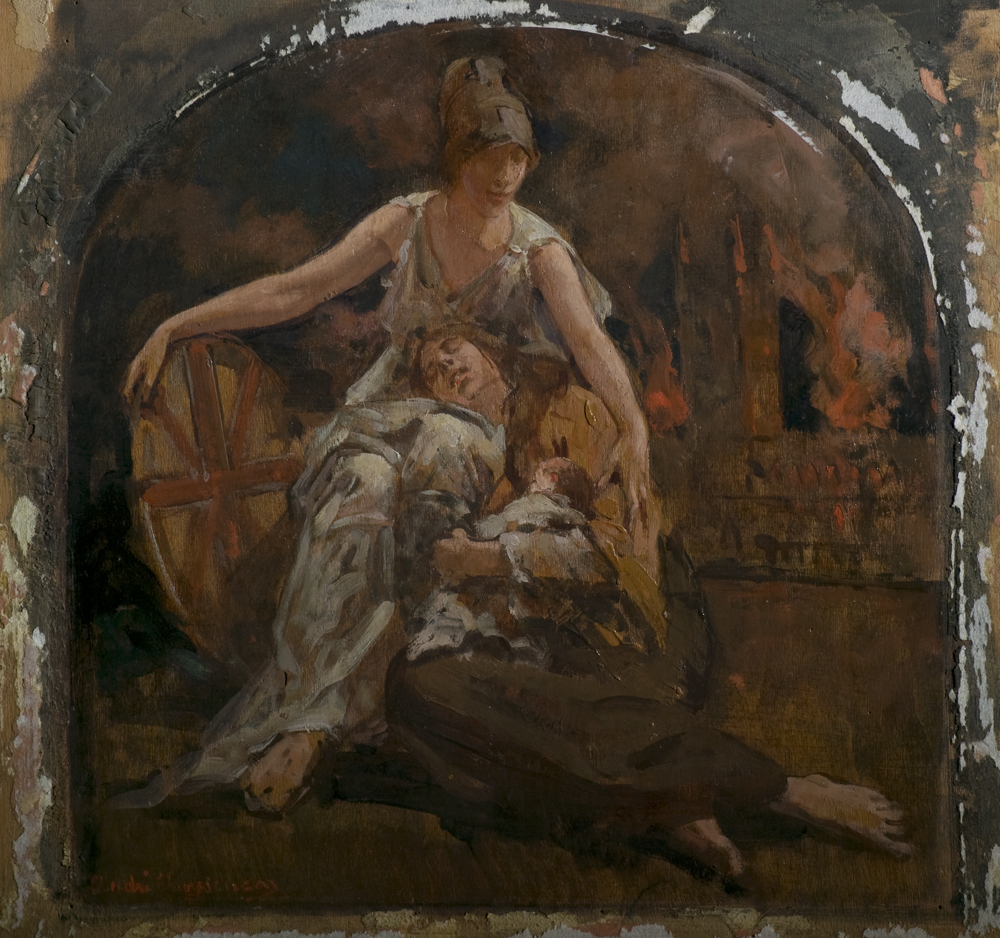
Britannia met Belgische vluchtelingen van André Cluysenaar
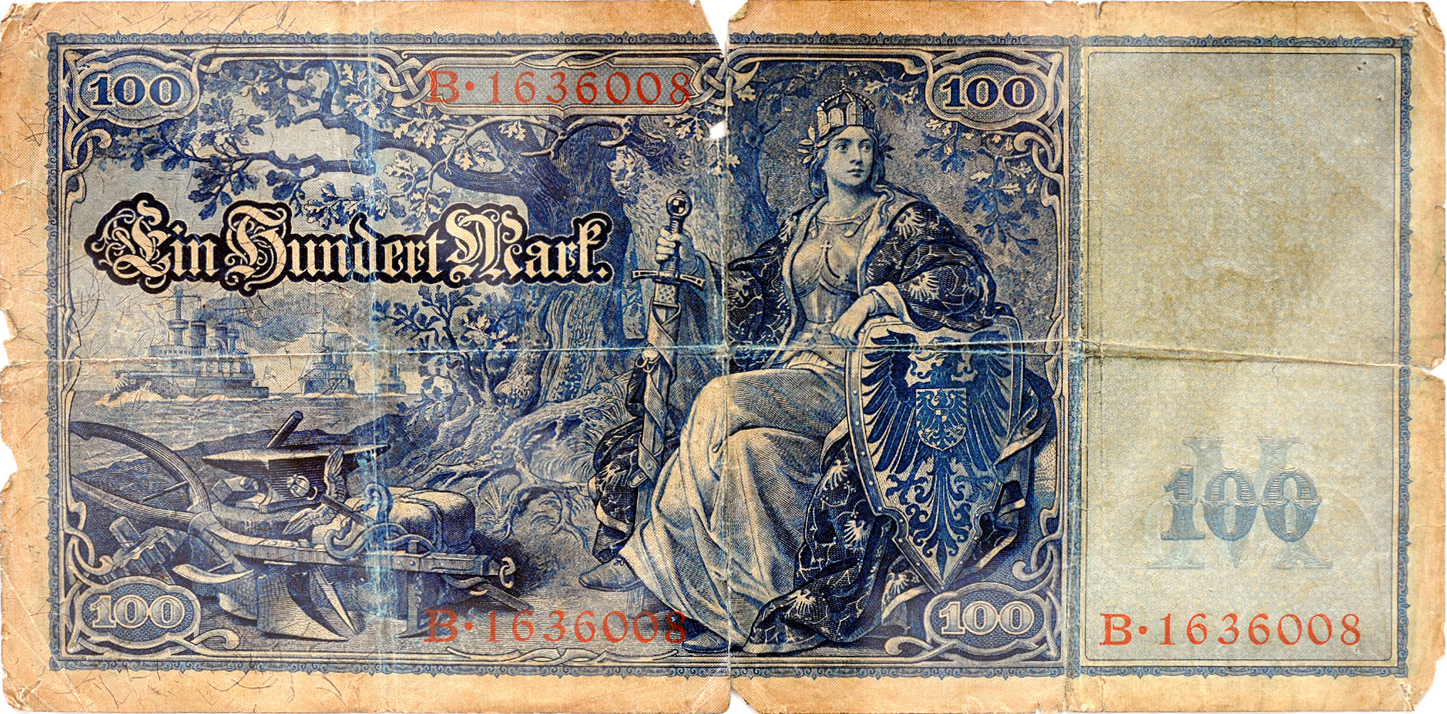
Germania op een bankbiljet van 100 Duitse mark, 1908
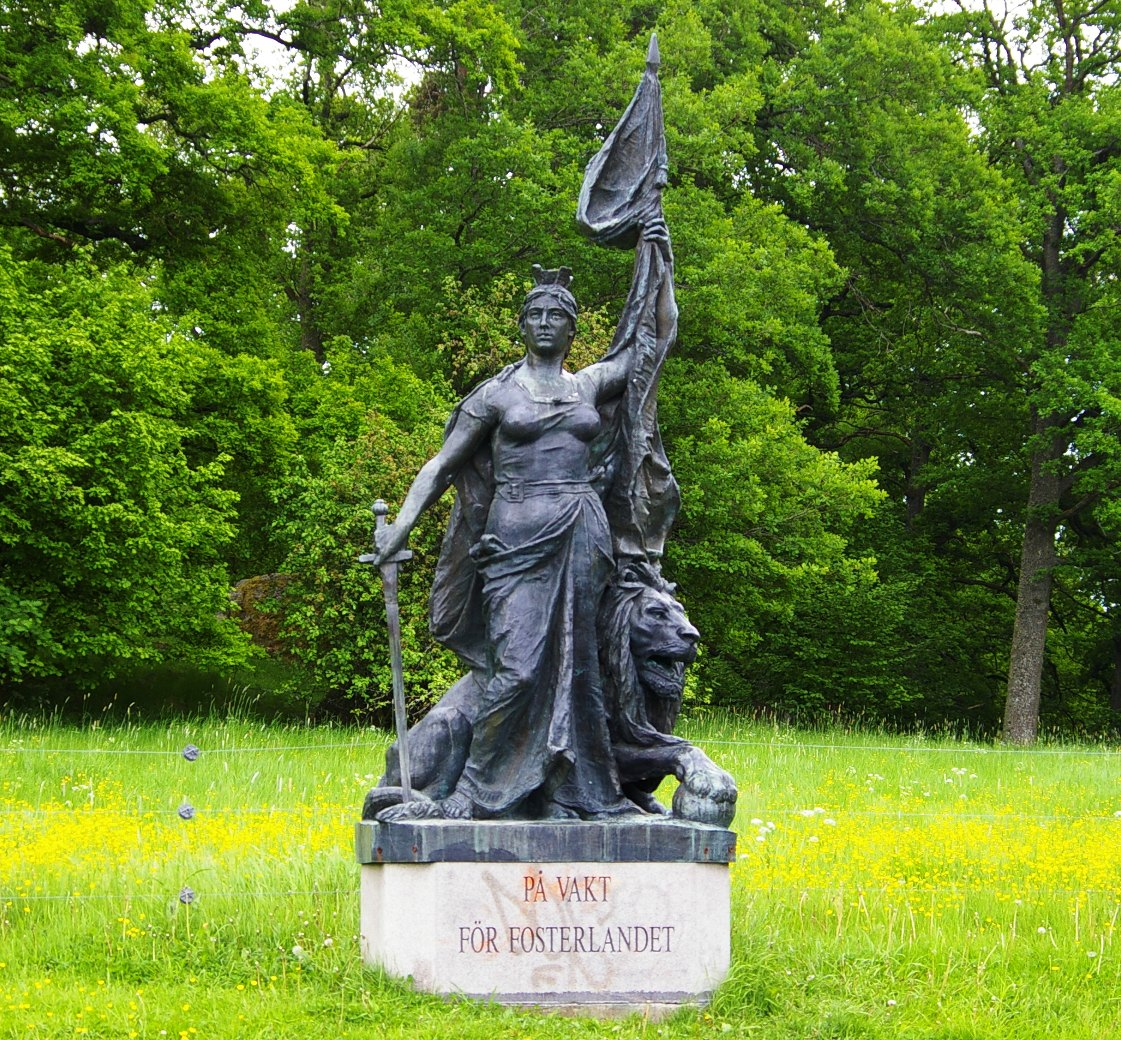
Moeder Svea van 1891, Alfred Nyström
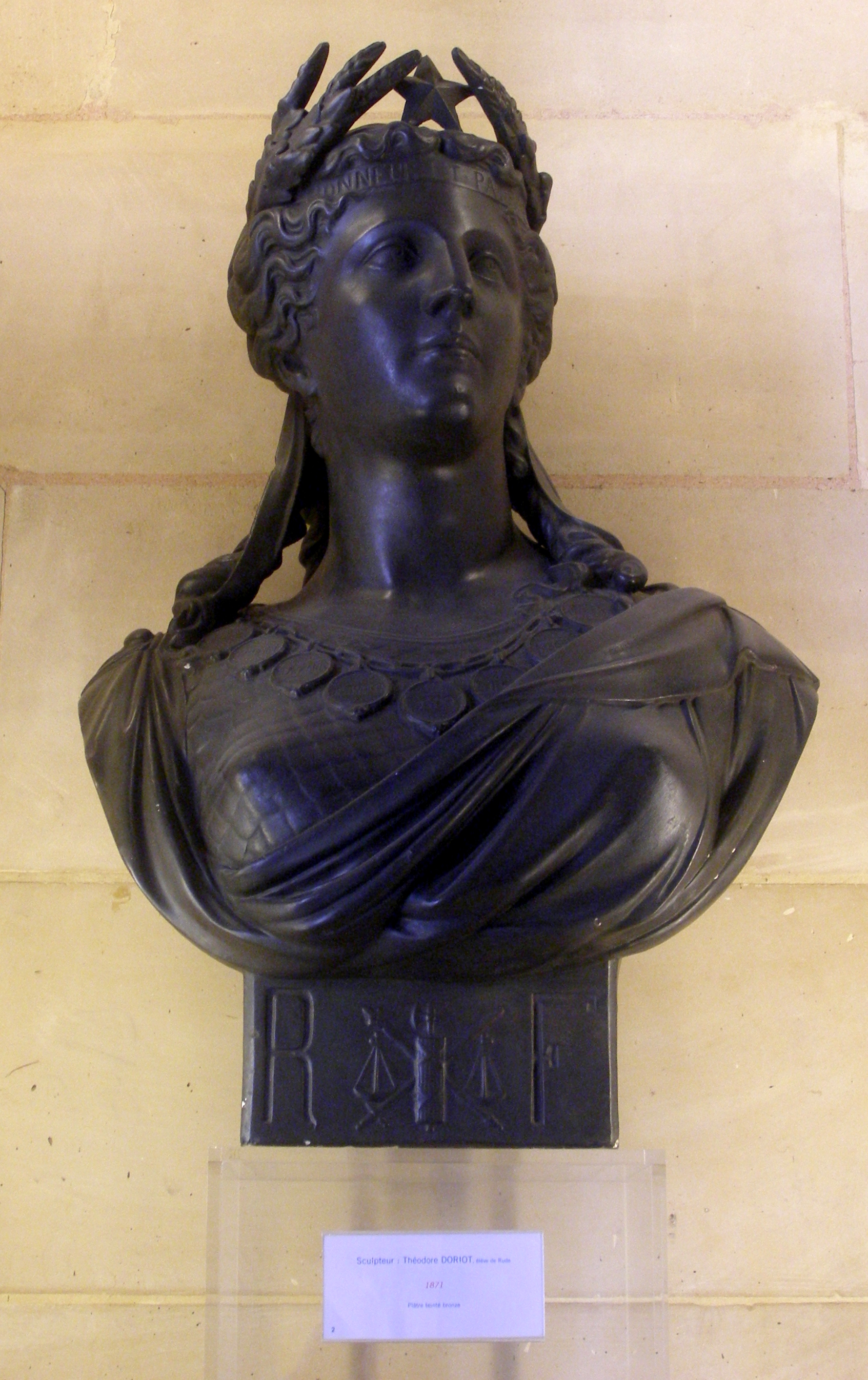
Marianne van Théodore Doriot in de Senaat (Frankrijk)
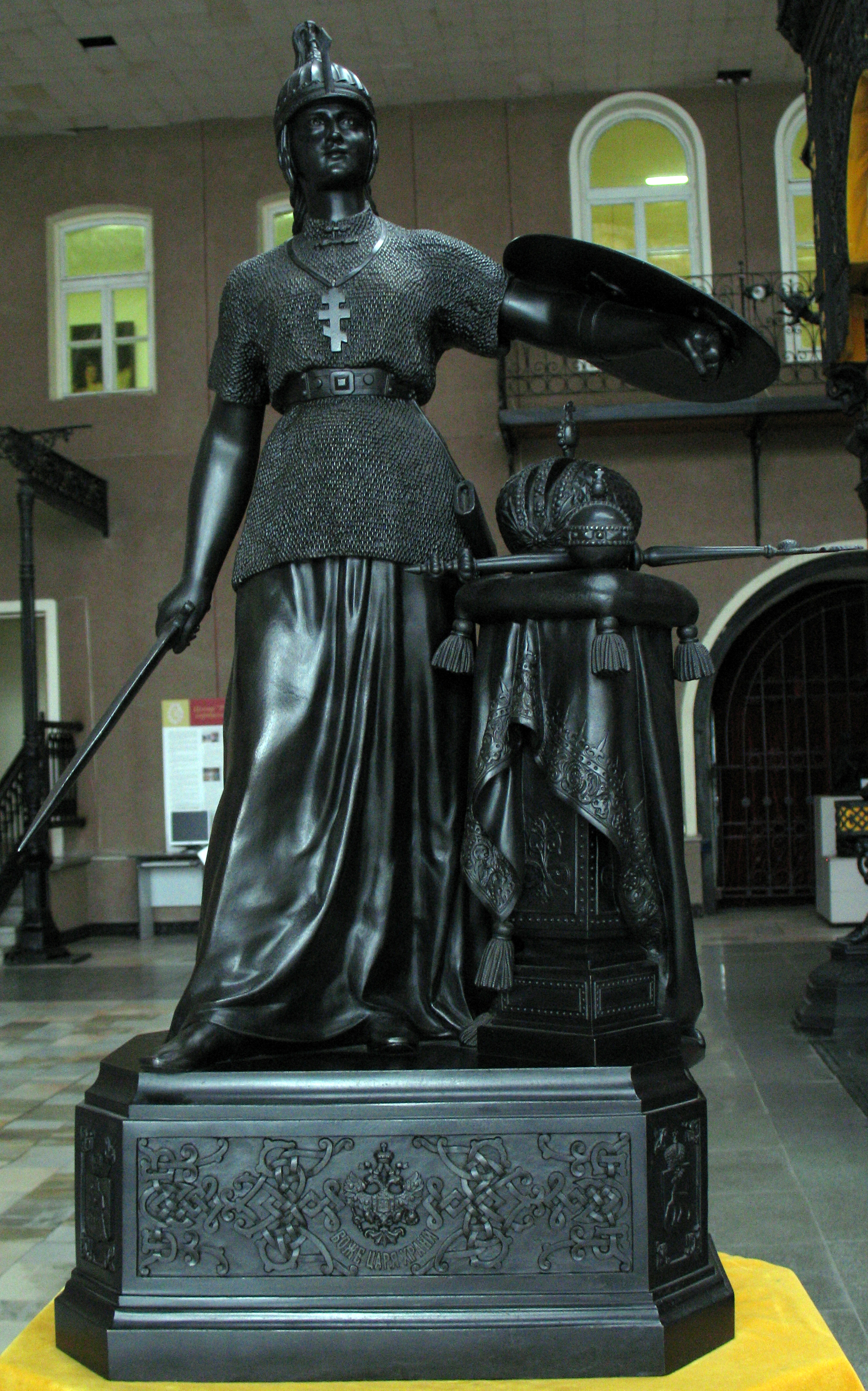
Moeder Rusland, van Nicholas Akimovich Laveretsky, 1896
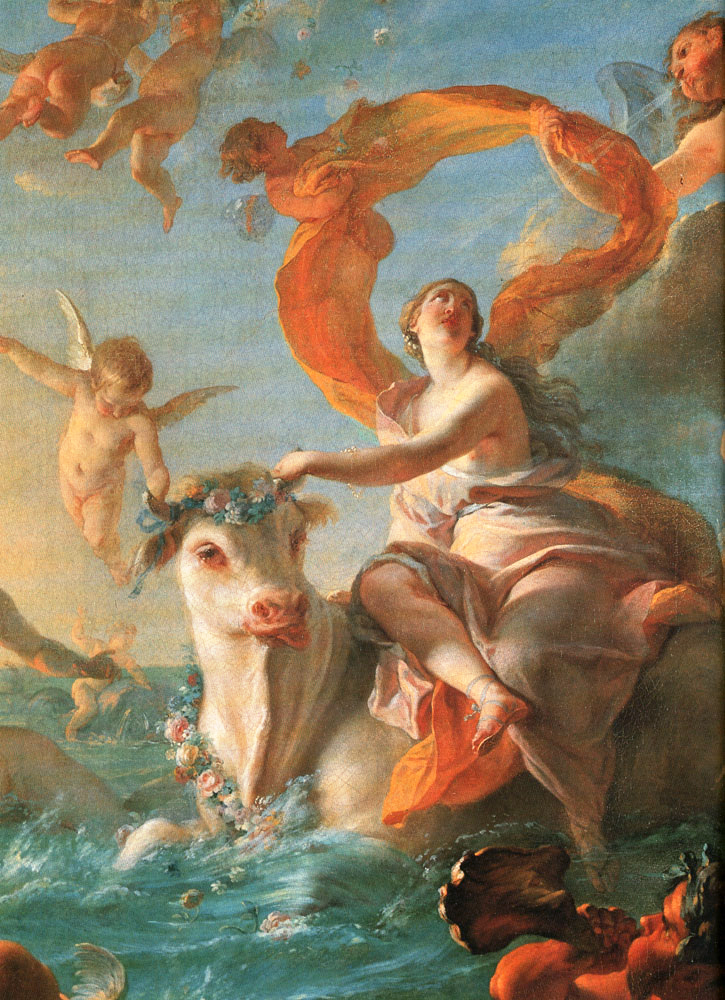
De ontvoering van Europa van Nöel-Nicolas Coypel
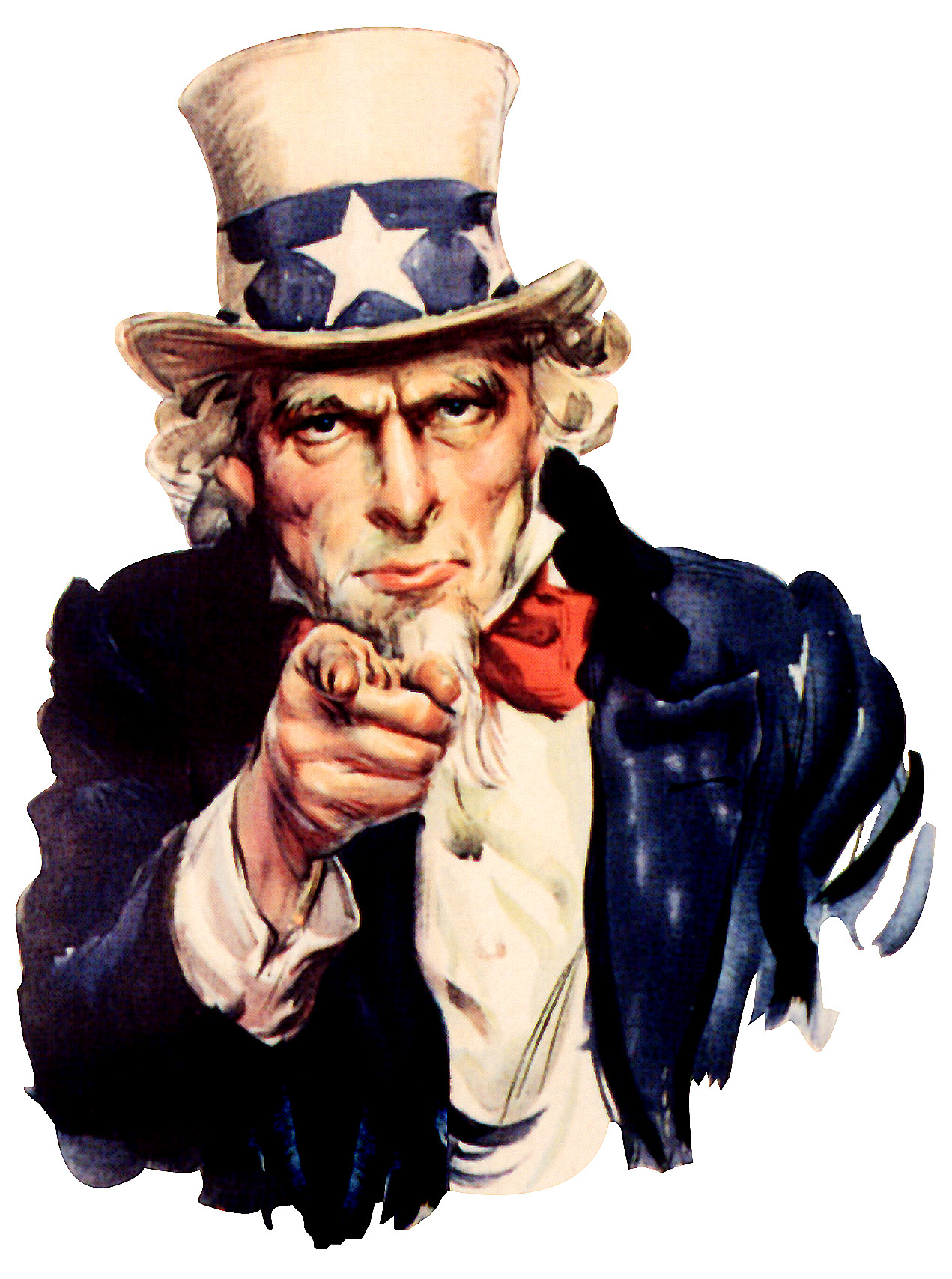
Uncle Sam